# Dimethylsulfaat
Dimethylsulfaat is een organische verbinding met als brutoformule C2H6O4S. Als dimethylester van zwavelzuur wordt de formule ook vaak geschreven als (CH3)2SO4 of Me2SO4. Dimethylsulfaat wordt voornamelijk toegepast als methylerend reagens in de organische synthese.
Onder standaardomstandigheden is dimethylsulfaat een kleurloze, viskeuze vloeistof met een lichte ui-achtige geur (al betekent het waarnemen van de geur een ernstige blootstelling). Zoals alle sterk alkylerende reagentia is dimethylsulfaat zeer giftig. Als laboratoriumreagens is het gedeeltelijk vervangen door methyltriflaat (CF3SO3CH3), de methylester van trifluormethaansulfonzuur.

## Geschiedenis
Dimethylsulfaat is (in een tamelijk onzuivere vorm) ontdekt in de vroege jaren van de 19e eeuw. P. Claesson heeft later de bereiding uitgebreid bestudeerd en beschreven.

## Synthese
Dimethylsulfaat kan in het laboratorium op een aantal manieren bereid worden. De eenvoudigste is de directe verestering van zwavelzuur met methanol:
{\displaystyle {\ce {2CH3OH + H2SO4 -> (CH3)2SO4 + 2H2O}}}
Een andere mogelijkheid vormt de destillatie van methylwaterstofsulfaat:
{\displaystyle {\ce {2CH3HSO4 -> (CH3)2SO4 + H2SO4}}}
De reactie van methylnitriet met methylchloorsulfonaat resulteert ook in dimethylsulfaat (hierbij komt echter nitrosylchloride vrij):
{\displaystyle {\ce {CH3ONO + CH3OSO2Cl -> (CH3)2SO4 + NOCl}}}
Op industriële schaal is de reactie van dimethylether met zwaveltrioxide belangrijk:
{\displaystyle {\ce {(CH3)2O + SO3 -> (CH3)2SO4}}}
Deze laatste methode wordt in de Verenigde Staten vaak toegepast. Dimethylsulfaat is daar al sinds de jaren 20 van de 20e eeuw in productie.

## Toepassingen
Dimethylsulfaat wordt vooral gebruikt voor het methyleren van fenolen, amines en thiolen. In het algemeen reageert de eerste methylgroep snel, de reactie van de tweede methylgroep is doorgaans veel trager. Algemeen wordt aangenomen dat de overdracht van de methylgroep via een SN2-reactie verloopt.
Hoewel dimethylsulfaat effectief en ruim beschikbaar is, heeft de toxiciteit ervan de zoektocht naar andere methylerende reagentia geïnspireerd. Methyljodide wordt veel toegepast voor het methyleren van zuurstof, net als dimethylsulfaat, maar is minder schadelijk maar helaas duurder.
Dimethylcarbonaat is veel minder giftig, zowel in vergelijking met dimethylsulfaat als met methyljodide en kan ook in plaats van dimethylsulfaat gebruikt worden voor methylering op stikstof. In het algemeen bestaat er een positieve correlatie tussen de effectiviteit als methylerend reagens en de toxiciteit van de verbindingen.

### Methylering aan zuurstof
Dimethylsulfaat wordt veel toegepast om fenolen te methyleren. Ook sommige eenvoudige alkanolen worden in de overeenkomstige methylether omgezet, zoals uit de reactie van tert-butanol tot methyl-tert-butylether blijkt:
{\displaystyle {\ce {2(CH3)3COH + (CH3)2SO4 -> 2(CH3)3COCH3 + H2SO4}}}
De alkoxide-zouten reageren goed met dimethylsulfaat:
{\displaystyle {\ce {RO^{-}Na+ + (CH3)2SO4 -> ROCH3 + NaCH3SO4}}}
De methylering van suikers staat bekend als de Haworth-methylering.

### Methylering aan amine-stikstof
Dimethylsulfaat wordt zowel toegepast in de bereiding van quaternaire ammoniumzouten als in die van de tertiaire amines. Quarternaire ammoniumverbindingen met lange alkylgroepen worden aangewend als oppervlakte-actieve stoffen of weekmakers:
{\displaystyle {\ce {C6H5CH=NC4H9 + (CH3)2SO4 -> [C6H5CH=N(CH3)C4H9]+ + CH3SO4-}}}
De vorming van een tertiair amine wordt geïllustreerd door:
{\displaystyle {\ce {CH3NH2 + (CH3)2SO4 ->[{\ce {NaHCO3}}] (CH3)3N + NaHSO4 + H2O + CO2}}}

### Methyleren aan zwavel
Op vergelijkbare wijze als de alkanolen reageren ook de mercaptide-zouten makkelijk met dimethylsulfaat tot thio-ethers:
{\displaystyle {\ce {RS^{-}Na+ + (CH3)2SO4 -> RSCH3 + NaCH3SO4}}}
Een ander voorbeeld is:
{\displaystyle {\ce {CH3C6H4SO2Na + (CH3)2SO4 -> CH3C6H4SO2CH3 + NaCH3SO4}}}
Via deze methode zijn ook de thio-esters toegankelijk:
{\displaystyle {\ce {RC(=O)SH + (CH3)2SO4 -> RC(=O)SCH3 + CH3HSO4}}}

### Andere toepassingen
Dimethylsulfaat kan reageren met guanine, een van de basen in DNA. De imidazoolring in guanine wordt daarbij vernietigd. Deze reactie kan gebruikt worden voor het bepalen van de base-volgorde in DNA of de DNA-keten te fragmenteren.
Dimethylsulfaat is in staat adenine te methyleren in het enkelstreng-DNA (stukken van het genoom), zoals optreden tijdens het uitlezen ten behoeve van de eiwit-synthese. Als de dubbele helix van DNA weer wordt opgebouwd, treden problemen op bij de adenine-guanine-basekoppeling. Nuclease S1, een enzym, kan vervolgens worden gebruikt om het DNA in de enkelstrengsstukken (plekken met gemethyleerde adenine) te knippen. Deze techniek heeft haar waarde bewezen bij het bestuderen van de proteïne-DNA-interactie.

## Veiligheid
Dimethylsulfaat is waarschijnlijk carcinogeen en mutageen, het is giftig, corrosief, schadelijk voor het milieu en vluchtig (waardoor ook inhalatie tot de risico's behoort). Door deze combinatie van eigenschappen wordt het door sommigen als een potentieel chemisch wapen gezien. Dimethylsulfaat wordt geabsorbeerd door de huid, de slijmvliezen en in het maag-darmkanaal. De verschijnselen van vergiftiging treden pas na een tijdje op, waardoor bovendien het risico bestaat dat er al blootstelling aan een fatale dosis heeft plaatsgevonden nog voordat de eerste verschijnselen zich openbaren. Symptomen kunnen pas na een vertraging van 6 tot 24 uur tot ontwikkeling komen.
Geconcentreerde oplossingen van base (ammonia, natronloog) kunnen gebruikt worden om kleine hoeveelheden dimethylsulfaat te neutraliseren (verwijderen van sporen uit gebruikt glaswerk), maar de reactie wordt heftig met grotere hoeveelheden dimethylsulfaat. Hoewel dimethylsulfaat met water reageert, is deze reactie niet snel genoeg als ontsmettingsreactie. De hydrolyseproducten, methylwaterstofsulfaat en methanol, zijn schadelijk voor het milieu. In water is het uiteindelijke hydrolyseproduct, naast methanol, zwavelzuur.